# Frederick (Maryland)
Frederick és una població dels Estats Units a l'estat de Maryland. Segons el cens del 2009 tenia 59.644 habitants.

## Demografia
Segons el cens del 2000, Frederick tenia 52.767 habitants, 20.891 habitatges, i 12.785 famílies. La densitat de població era de 997,7 habitants/km².
Dels 20.891 habitatges en un 32,3% hi vivien nens de menys de 18 anys, en un 44,4% hi vivien parelles casades, en un 12,8% dones solteres, i en un 38,8% no eren unitats familiars. En el 30% dels habitatges hi vivien persones soles el 8,8% de les quals corresponia a persones de 65 anys o més que vivien soles. El nombre mitjà de persones vivint en cada habitatge era de 2,42 i el nombre mitjà de persones que vivien en cada família era de 3,05.
Per edats la població es repartia de la següent manera: un 25,1% tenia menys de 18 anys, un 9,3% entre 18 i 24, un 35,2% entre 25 i 44, un 19% de 45 a 60 i un 11,3% 65 anys o més.
L'edat mediana era de 34 anys. Per cada 100 dones de 18 o més anys hi havia 87,4 homes.
La renda mediana per habitatge era de 47.700$ i la renda mediana per família de 56.778$. Els homes tenien una renda mediana de 38.399$ mentre que les dones 27.732$. La renda per capita de la població era de 23.053$. Entorn del 4,8% de les famílies i el 9,4% de la població estaven per davall del llindar de pobresa.

## Poblacions més properes
El següent diagrama mostra les poblacions més properes.

## Persones il·lustres
- Terence Morris, jugador de bàsquet.